# 9486 Отеморра
9486 Отеморра (9486 Utemorrah) — астероїд головного поясу, відкритий 24 вересня 1960 року.
Тіссеранів параметр щодо Юпітера — 3,491.